# 居尔措-普吕岑
居尔措-普吕岑是德国梅克伦堡-前波莫瑞州的一个市镇。总面积58.20平方公里，总人口1619人，其中男性865人，女性754人（2011年12月31日），人口密度28人/平方公里。